# ECTS bod
ECTS bodovi (engleski: European Credit Transfer and Accumulation System) su Europski sustav prijenosa i prikupljanja bodova koji označavaju opterećenje studenata prema unaprijed definiranim ishodima učenja u pojedinom kolegiju te na razini programa. U Hrvatskoj jedan ECTS bod predstavlja 30 sati vremenskog opterećenja studenata u radu na ispunjavanju ishoda učenja, dok u drugim državama bod predstavlja između 20 i 30 sati. ECTS bodovi su osmišljeni kako bi se studenti mogli lakše kretati među zemljama te kako bi se njihove visokoškolske kvalifikacije i razdoblja studiranja u inozemstvu priznali. Prema ECTS tablici ocjenjivanja ocjene se računaju u odnosu na postotak učinka ishoda učenja. ECTS bodovi kao sustav praćenja opterećenja uvedeni su Bolonjskim procesom 2005. godine. Većina zemalja Europskog prostora visokog obrazovanja prihvatila je ECTS bodove kao nacionalni sustav bodovanja i oni se sve više upotrebljavaju i drugdje. ECTS bodovi pridonose jačanju globalne dimenzije obrazovanja.

## Vanjske poveznice
- Vodič za korisnike ECTS-a (pristupljeno 12. svibnja 2021.) (hrv.)